# Yurgovuchia
Yurgovuchia hay còn gọi với tên là Yurgovuchia doellingi là một chi khủng long thuộc họ Dromaeosauridae, mới được phát hiện vào năm 2012 ở Vườn quốc gia Arches, trong một khu vực có tên gọi Doelling’s Bowl Bone Bed. Chi này có 1 loài, hóa thạch của loài này được các nhà cổ sinh vật học Mỹ tìm thấy tại khu vườn quốc gia ở bang Utah. Yurgovuchia là loài khủng long ăn thịt có niên đại 130 triệu năm tuổi và có kích cỡ to bằng một con chó sói đồng cỏ Bắc Mỹ, nó này có một móng vuốt cong lớn trên ngón chân thứ hai, đây là móng vuốt chúng dùng làm vũ khí săn mồi và công cụ hỗ trợ khi bơi hoặc đào bới.

## Hình ảnh

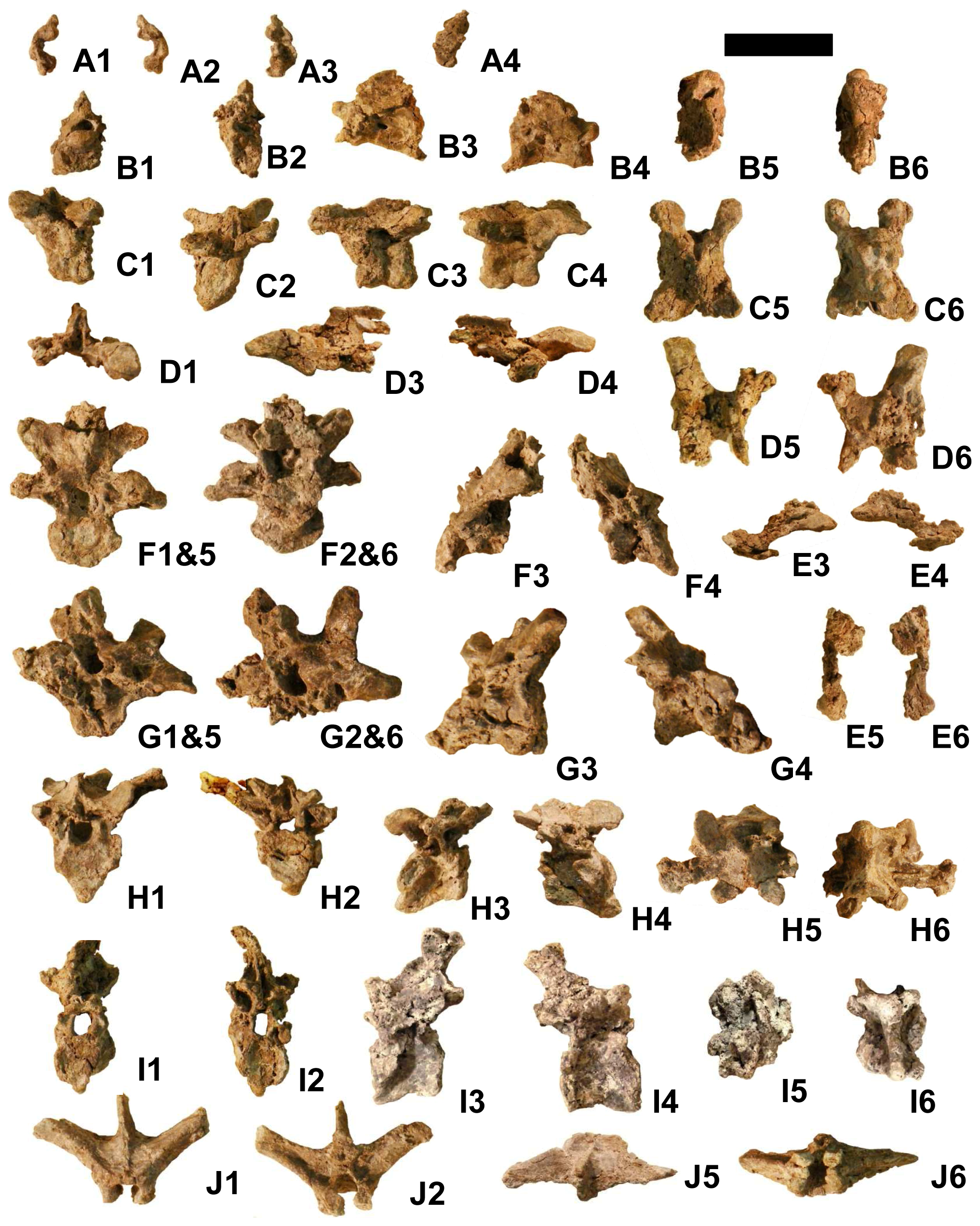
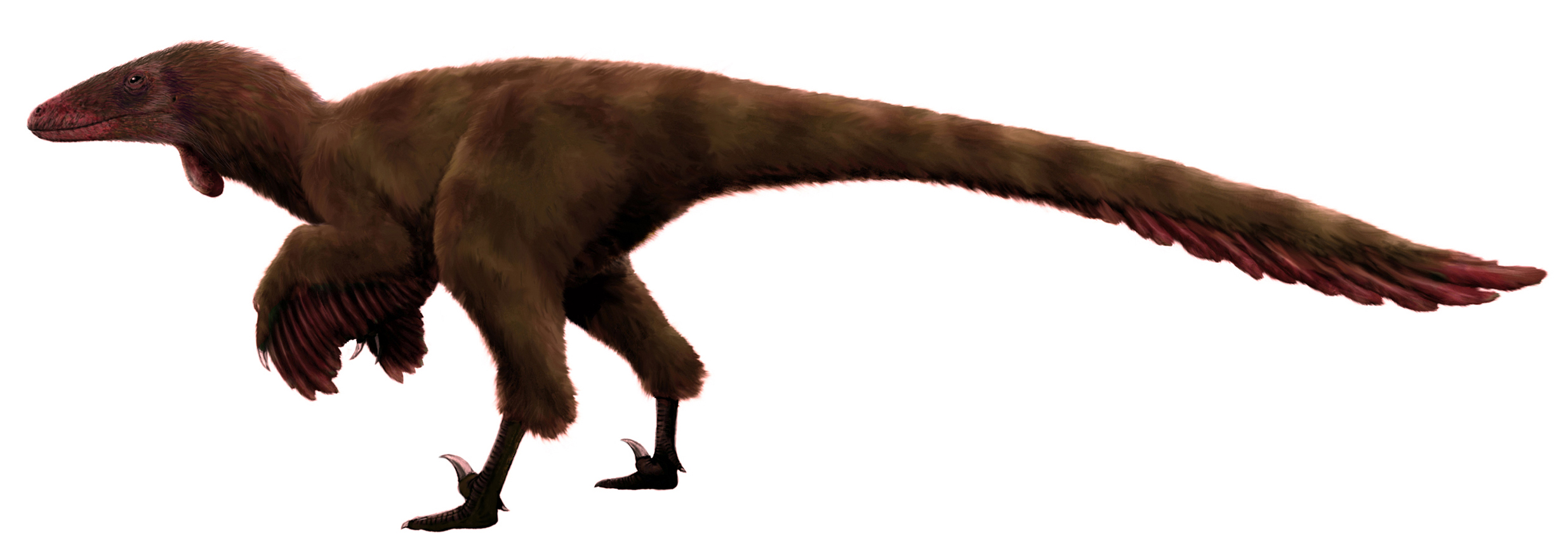